# Івасик-Телесик (мультфільм)
«Іва́сик-Теле́сик» (рос. «Ивасик-телесик») — анімаційний фільм 1968 року Творчого об'єднання художньої мультиплікації студії Київнаукфільм за мотивами однойменної української народної казки, режисер — Леонід Зарубін. Мультфільм озвучено російською і українською мовами (українська версія не збереглася). 

## Сюжет
Мультфільм знято за мотивами української народної казки «Івасик-Телесик». Про хлопчика, якого хотіла з'їсти баба Яга.

Кадр з мультфільму «Івасик-Телесик»

## Нагороди і відзнаки
- Грамота за найкращий дитячий фільм на зональному перегляді у Києві, 1969

## Над мультфільмом працювали
- Автор сценарію: Юхим Чеповецький
- Режисер-постановник: Леонід Зарубін
- Композитор: Мирослав Скорик
- Художники-постановники: Людмила Середа, Яків Горбаченко
- Аніматори-ляльководи: Яків Горбаченко, Цезар Оршанський
- Оператори: Петро Ракітін, Едуард Губський
- Звукооператор: Ігор Погон
- Редактор: Світлана Куценко
- Ляльки і декорації виготовили: А. Кислій, Яків Горбаченко, Цезар Оршанський, Едуард Кірич, Л. Середа, А. Назаренко
- Ролі озвучували: Людмила Козуб, Тимофей Лобанок, Євгенія Опалова, Володимир Коршун, Олександр Ануров, Л. Гехт
- Директор фільму Іван Мазепа